# Arayatlı
Arayatlı è un comune dell'Azerbaigian situato nel distretto di Füzuli. Conta una popolazione di 990 abitanti.